# Iglesia de Santa Maria in Betlem
La iglesia de Santa Maria in Betlem, fundada alrededor de 1130, se encuentra en el característico barrio de Borgo de Pavía, en la otra orilla del río Tesino desde el centro de la ciudad. Cerca de la iglesia había un hospital para el cuidado de peregrinos y enfermos.

## Historia
El nombre de la iglesia, Santa Maria in Betlem, deriva del hecho de que el eje viario de Borgo Ticino era el director de los peregrinos que iban a Tierra Santa, y de la dependencia (opuesta por el obispo de Pavía) de la iglesia en el obispo de Belén. La iglesia actual, que data de finales del siglo XII, se levanta sobre el terreno de una edificación anterior de época carolingia, cuyos restos (a los que se puede acceder a través de una trampilla en el suelo) fueron descubiertos durante la restauración de 1952.
Cerca de la iglesia se encontraba el Hospital de Oltreticino, que albergaba a peregrinos, enfermos y pobres. Los primeros documentos que mencionan la iglesia y el hospital datan de 1130. En 1383 el hospital de Santa Maria in Betlem se fusionó con el cercano hospital de Sant'Antonio Abate. El hospital quedó entonces vinculado al convento e iglesia de Sant'Antonio, que fue suprimido en 1808 y demolido; De la estructura ahora sólo se conserva, en el lado derecho de la iglesia, el pórtico del siglo XVII. A partir de 1383, por lo tanto, el hospital, en consonancia con la iglesia, fue confiado a los frailes Antonianos de Vienne en Francia. La parroquia figuraba en las tasaciones de 1250 como las de Porta Ponte y se menciona en la visita pastoral hecha por Amicus de Fossulanis en 1460 y en la de Angelo Peruzzi en 1576, en la que se contaban 900 almas comulgantes. En 1769 su clero estaba formado por dos sacerdotes, luego disminuyó a un sacerdote y dos coadjutores en 1845, mientras que el número de feligreses pasó de 1.305 en 1780 a 1.370 en 1807, para luego subir a 1.650 en 1845 y 2.056 en 1877.

## Arquitectura
La iglesia de Santa María de Betlem fue construida en el siglo XII sobre un oratorio anterior de época carolingia. En 1952, durante la restauración de la iglesia, se identificaron los restos del edificio carolingio y se trazó el perímetro del anterior lugar de culto en el suelo de la iglesia.

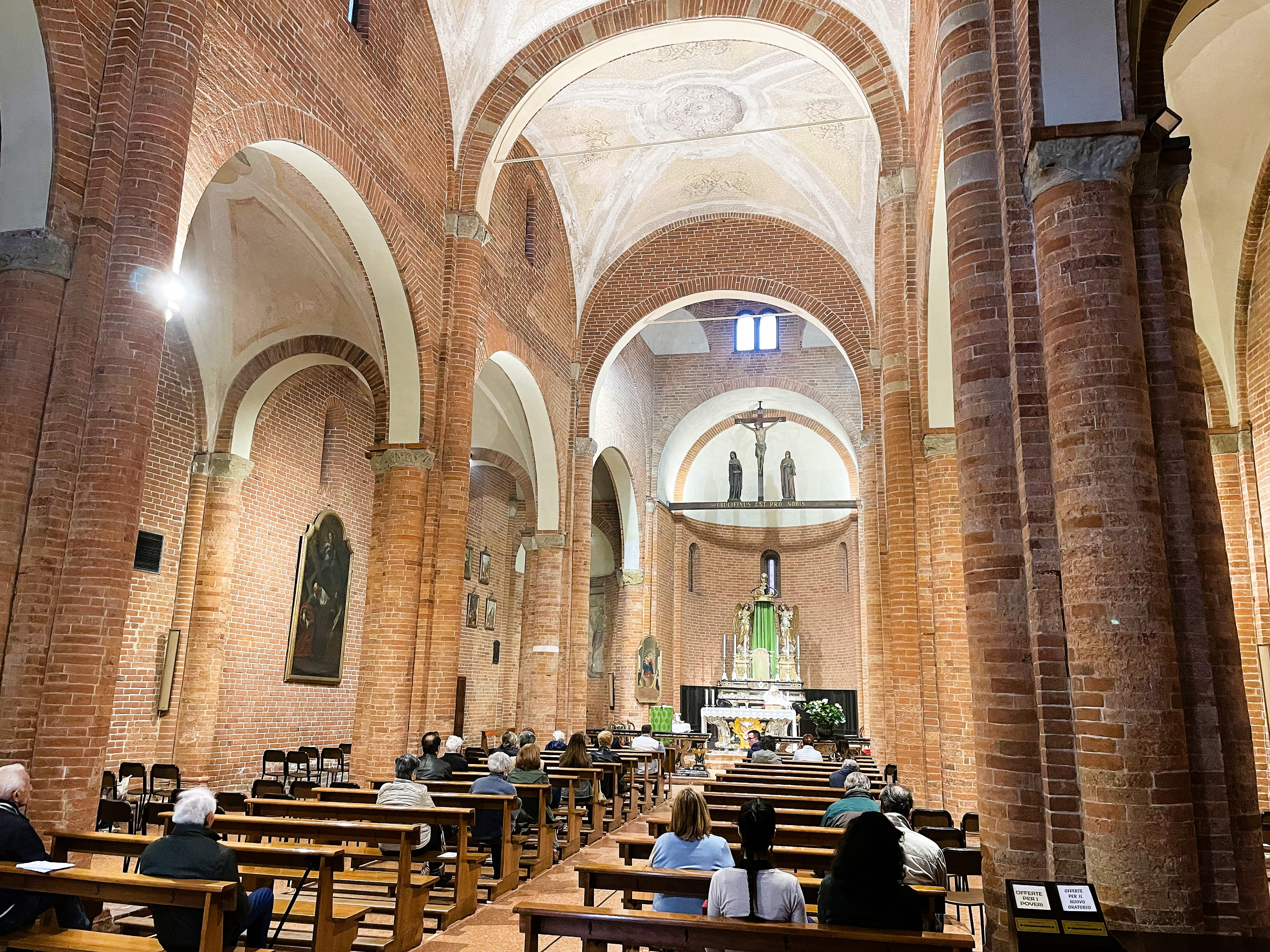
El interior.
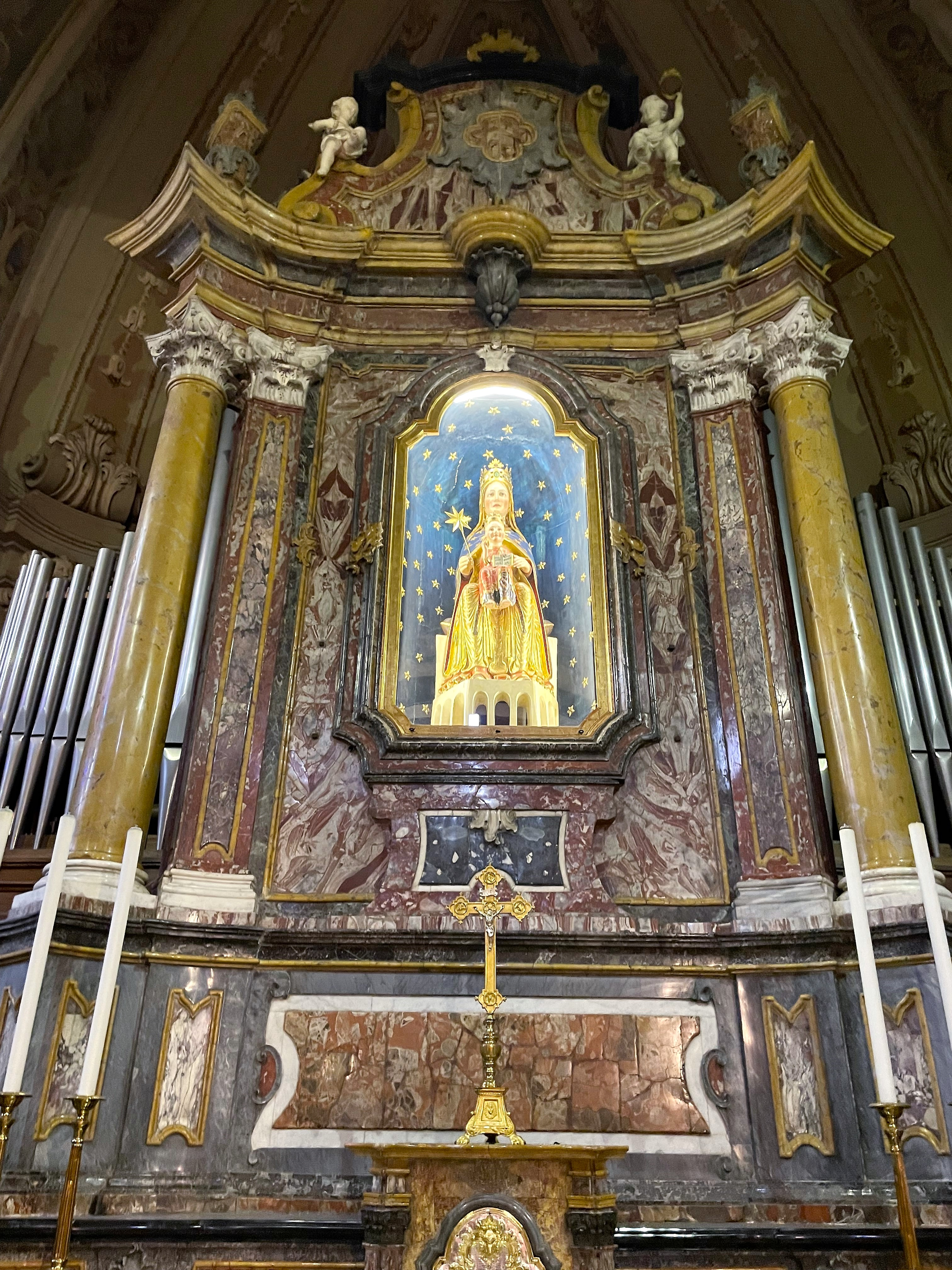
La Madonna della Stella, una estatua de madera pintada por un artista francés anónimo del siglo XIII.
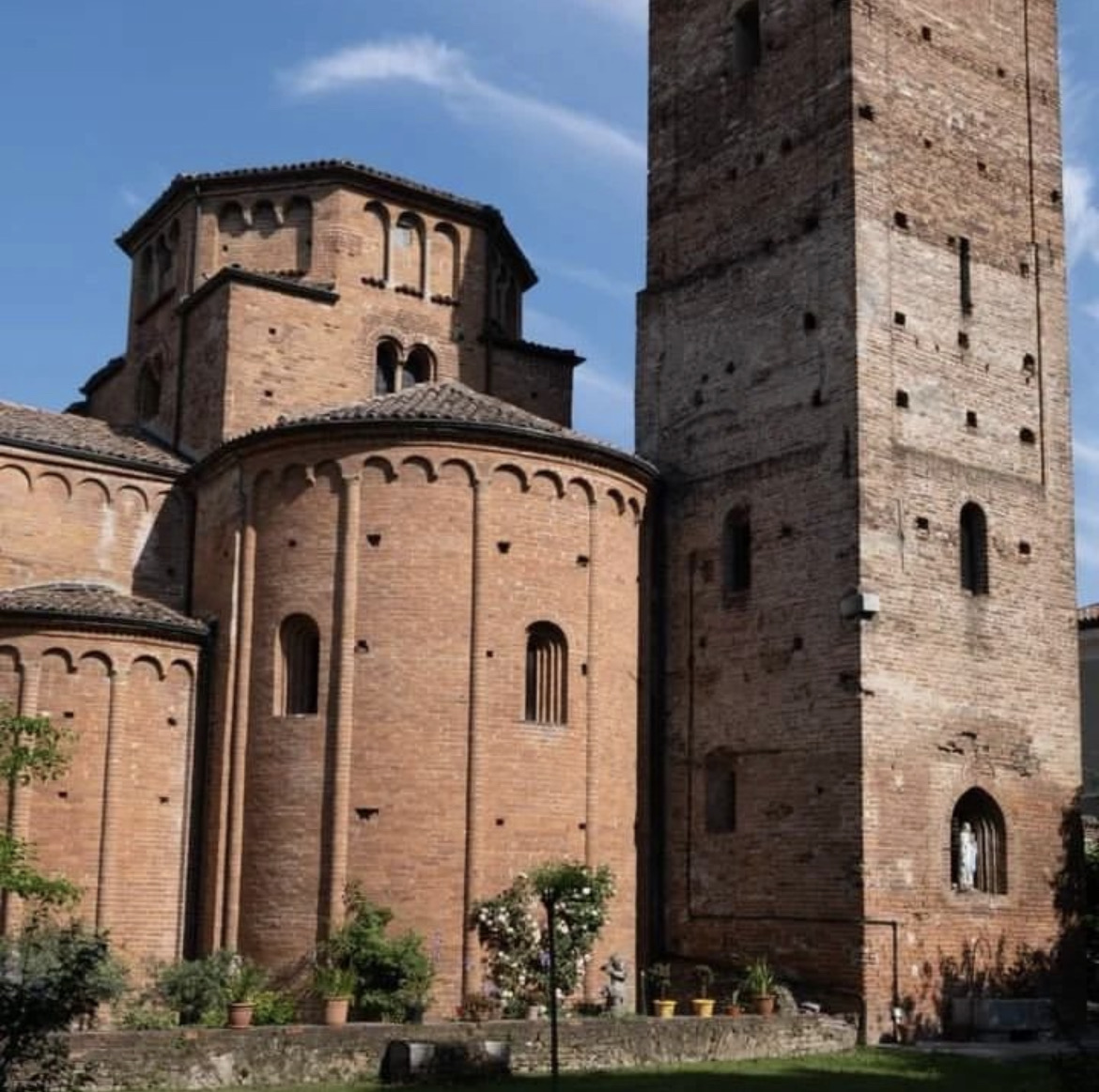
El ábside.
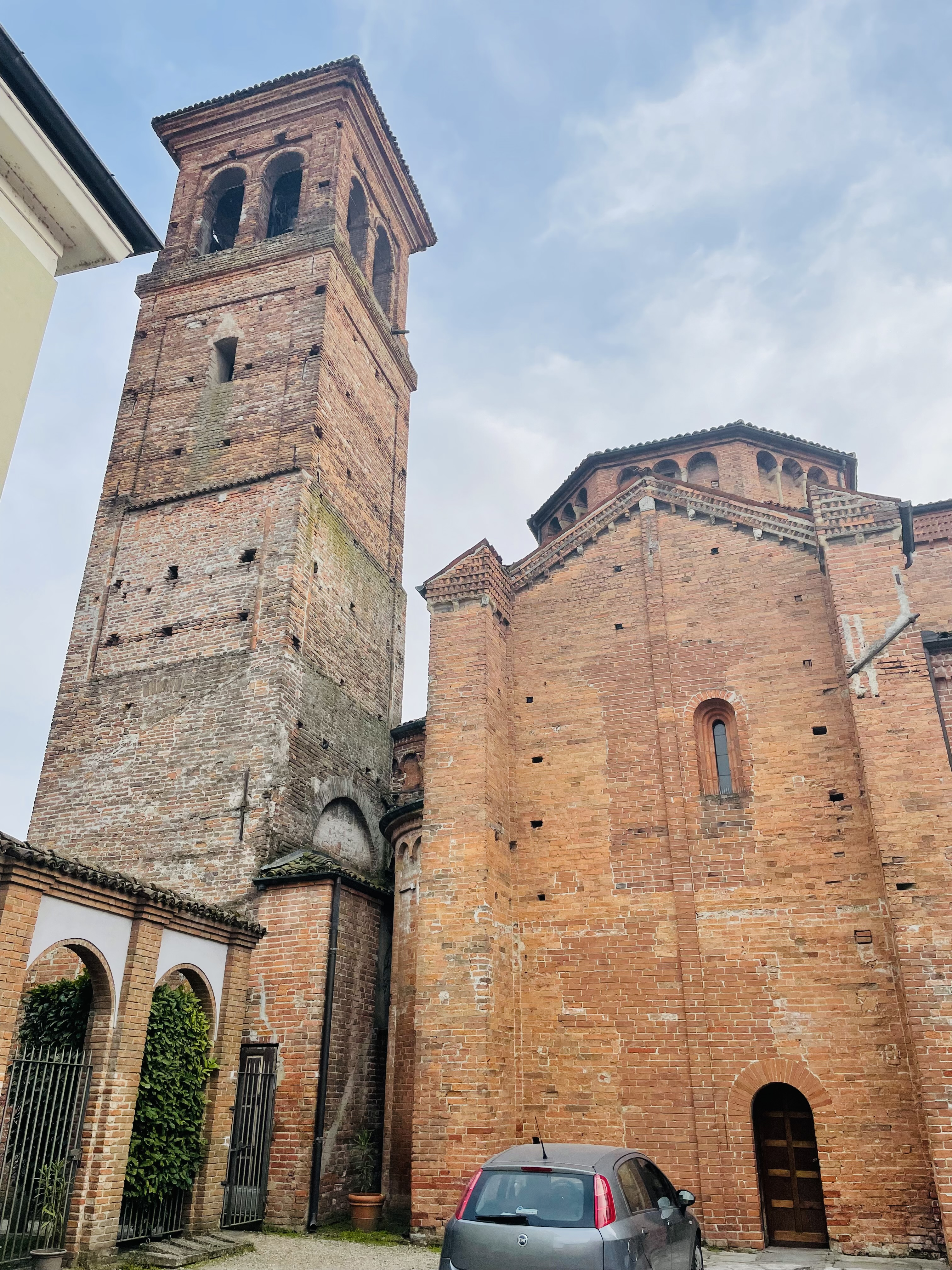
El campanario (siglo XVI) y la fachada norte.

Santa Maria in Betlem tiene, como muchas otras iglesias románicas de Pavía, la fachada de doble pendiente, caracterizada por un gran portal de piedra arenisca con un ligero ensanchamiento. La fachada se completa con logias ciegas, arcos colgantes entrelazados y un motivo de dientes de sierra. Internamente, la iglesia está marcada por tres naves. Al final de la nave central, la linterna se une a la cúpula a través de los característicos penachos de tipo lombardo.
Dentro de la primera capilla a la izquierda, dentro de un gran altar de mármol del siglo XVIII, se encuentra la milagrosa estatua de madera de la Madonna della Stella, quizás una obra francesa del siglo XIII. Los frescos de la bóveda fueron pintados por Paolo Barbotti en 1851. El campanario, que data del siglo XIII, fue levantado en la Edad Moderna.